# Nishi-shiki Kenkōhō
Das Nishi-shiki Kenkōhō (jap. 西式健康法, engl. Nishi Health System) ist ein umfassendes System zur Gesunderhaltung und Anregung der Körperfunktionen, das der Japaner Nishi Katsuzō (西 勝造, 1884–1959) erarbeitete und im Jahr 1927 veröffentlichte.

## Sechs Gesundheitsregeln
1. Schlafe auf einer harten, geraden Unterlage – keine Matratze
2. Verwende ein hartes, halbrundes Kissen, das unter den Hals gelegt wird
3. Die Übung "Goldener Fisch" morgens und abends je 1–2 Minuten ausführen: auf dem Rücken liegend, beide Hände unter dem Hals kreuzen und mit dem ganzen Körper der Länge nach vibrieren wie ein Fisch, der sich im Wasser schlängelt
4. Die "Übung für die Kapillaren" ebenfalls morgens und abends: auf dem Rücken liegend die Arme und Beine anheben und schütteln
5. Die Übung "Zusammenlegen von Händen und Füßen"
6. Die Übung für Wirbelsäule und Bauch: aufrecht sitzen und den Oberkörper weit nach links und rechts zur Seite neigen

Weitere wichtige Gesundheitsregeln sind
- Atemübungen
- Abhärtung durch Luft- und Wasserbäder (warm/kalt)
- nur zwei Mahlzeiten täglich: mittags und abends
- mindestens drei verschiedene Gemüsesorten täglich roh essen
- Wasser trinken